# Cygnus melancoryphus
El cisne de cuello negro (Cygnus melancoryphus), también conocido como cisne cuellinegro o simplemente cisne, es una especie de ave anseriforme de la familia Anatidae. Es un ave propia de América del Sur, siendo el único representante del género Cygnus en dicho continente, resultando inconfundible por su cabeza y cuello negro y su cuerpo blanco.

## Características
No hay dimorfismo sexual en el plumaje aunque sí en el tamaño siendo el macho más grande que la hembra y presentando tres carúnculas en la base del pico, mientras que la hembra tiene el cuello más corta y cuenta con solo dos carúnculas. Este es el cisne más pequeño del género Cygnus, tiene una longitud total de 102 a 124 cm.
Una vez que son adultos, el plumaje de la cabeza y cuello es negro excepto por una línea blanca que corre del pico al centro del ojo y se extiende hacia la parte posterior de la cabeza. El resto del plumaje es blanco. La piel facial es roja al igual que la carúncula que le crece sobre el pico. Las patas son rosadas. Mudan las plumas anualmente, al final de temporada de cría y antes de la migración hacia el norte.
Se estima que en cautiverio suelen vivir unos 7 años, aunque hay registros de individuos que han alcanzado los 20 años de vida.

### Biometría
Machos
- Longitud miden de 102 a 124 cm
- Culmen (machos) de 82 a 86 mm
- Tarsos de 85 a 88 mm
- Ala de 435 a 450 mm
- Peso de 4,5 a 6,7 kg

Hembras
- Culmen de 71 a 73 mm
- Tarsos de 78 a 80 mm
- Ala de 400 a 415 mm
- Peso de 3.5 a 4.4 kg

Juveniles
- Peso promedio al otro día de nacidos es de 150 g (medidas actuales de 129 a 184 g).

Huevos
- Los huevos miden una media de 101 X 66 mm (rango de 93 a 109 mm de largo, rango ancho 63 a 69,3 mm)
- Peso medio 247 g (rango de 173 a 274 g).

## Distribución
Su distribución geográfica es desde el sur de Brasil hasta Tierra del Fuego. En primavera y verano austral cría en Chile, Paraguay, sur de Bolivia, Argentina y Uruguay, pudiendo llegar en dicha temporada hasta el archipiélago Juan Fernández en Chile, las islas Malvinas y el canal de Beagle, en el extremo sur del continente. En épocas de sequía se ha llegado incluso a reportar su presencia en la Antártica. En invierno migra al norte, siendo más abundante en Paraguay, el sur de Bolivia y en los estados brasileños de Rio Grande do Sul, Santa Catarina y Paraná. En Chile su población llegó a disminuir en un 74% entre 2004 y 2012 debido a un desastre ambiental que afectó al humedal del río Cruces, aunque desde 2012 ha existido un importante repoblamiento por parte de la especie en la zona afectada; además de dicho humedal, otros puntos importantes para la especie en dicho país, en especial según los censos posteriores al desastre ambiental, serían el estero Cáhuil (región de O'Higgins), los humedales orientales de Chiloé (región de Los Lagos) y laguna Torca (región del Maule).

## Hábitat
Habita lagunas y lagos de agua dulce o salobre y en las costas del mar. Frecuenta las marismas y depósitos de agua donde crecen algas y plancton. Es un ave muy acuática si se la compara con otros cisnes. Pasa la mayor parte del tiempo en el agua, resultándole dificultoso el caminar. Ocupa ambientes desde el nivel del mar, hasta los 3300 m s. n. m..

## Reproducción
En época no reproductiva son sociables, terminada la temporada de cría se agrupan por miles, anidando en pequeñas colonias, dispersas o en forma solitaria.
El nido lo construyen con pasto, en los márgenes de los lagos y lagunas. Ponen de tres a siete huevos, color crema que incuba la hembra durante 34 a 36 días. El macho está cerca, defendiendo la nidada, con feroces ataques a animales que se acerquen a los huevos o los cigoñinos. Cría en cautiverio sin problemas.
Cuando nacen todo el plumaje es blanco, el pico y las patas son gris azuloso oscuro. Las plumas de nacimiento son reemplazadas por plumas castañas muy claras. El cuello comienza a oscurecerse cuando ya son del tamaño de los adultos. Al año ya tienen el plumaje blanco y el cuello negro pero la carúncula sobre el pico no se les desarrolla hasta los tres o cuatro años.
Los juveniles suelen subir al lomo de los cisnes adultos como en otras especies del género, escondiéndose bajo el ala cuando hay peligro.

## Alimentación
Se alimentan de algas, plantas acuáticas y también de invertebrados, como insectos. Filtran el agua; introduciendo el pico en ella en lugares de poca profundidad y abriéndolo y cerrándolo ligeramente, haciendo que el agua circule por dentro del mismo. Otras veces introducen la cabeza y el cuello en el agua mientras que el cuerpo permanece en la superficie.
El vuelo es vigoroso, realizando largas travesías. Le cuesta comenzar el vuelo y acuatizar. El sonido que emiten cuando nadan o vuelan es como un silbido.

## Galería

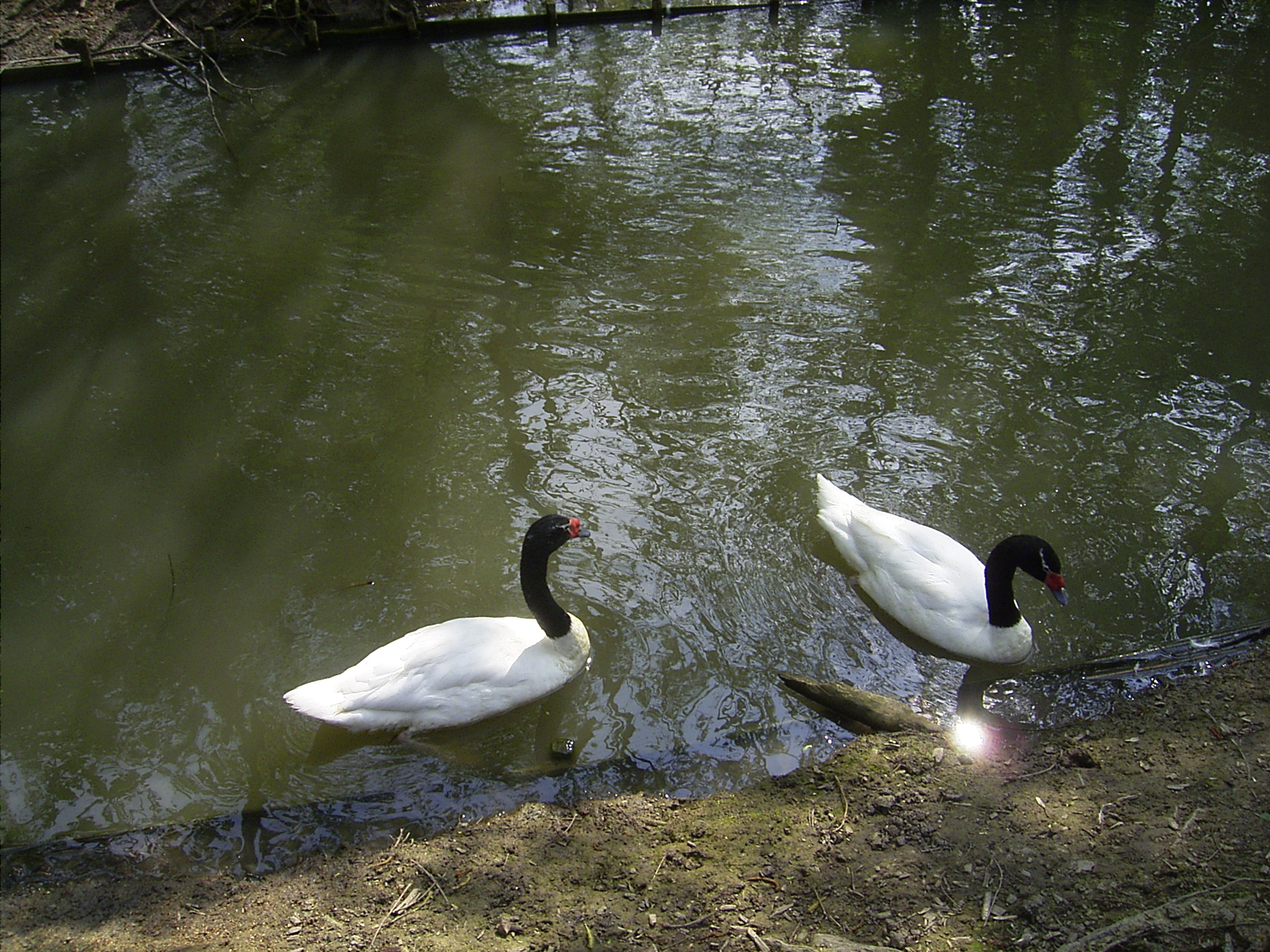
Pareja de cisnes en un jardín de Países Bajos
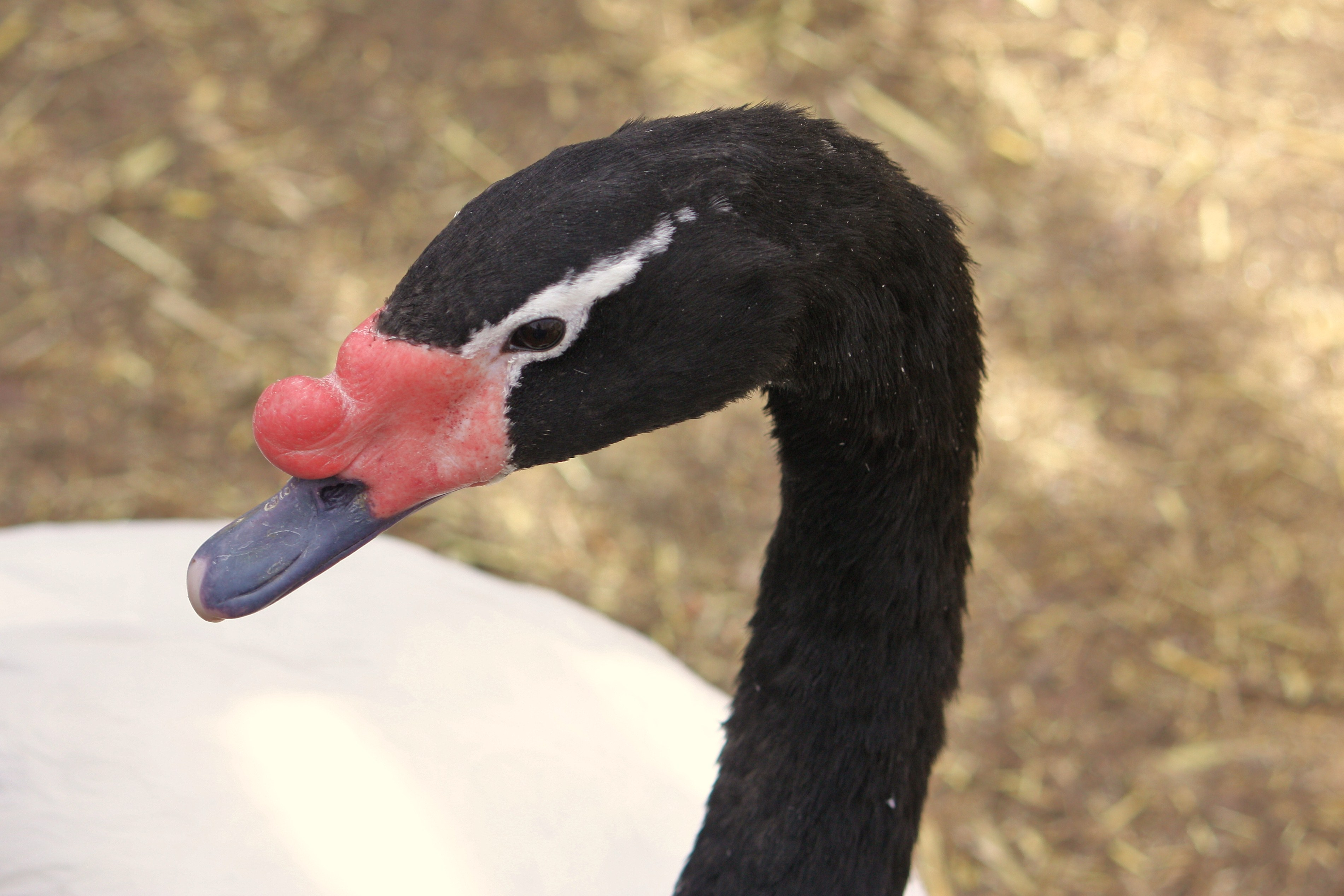
Vista de la cabeza del ave, donde se observa su característica carúncula roja
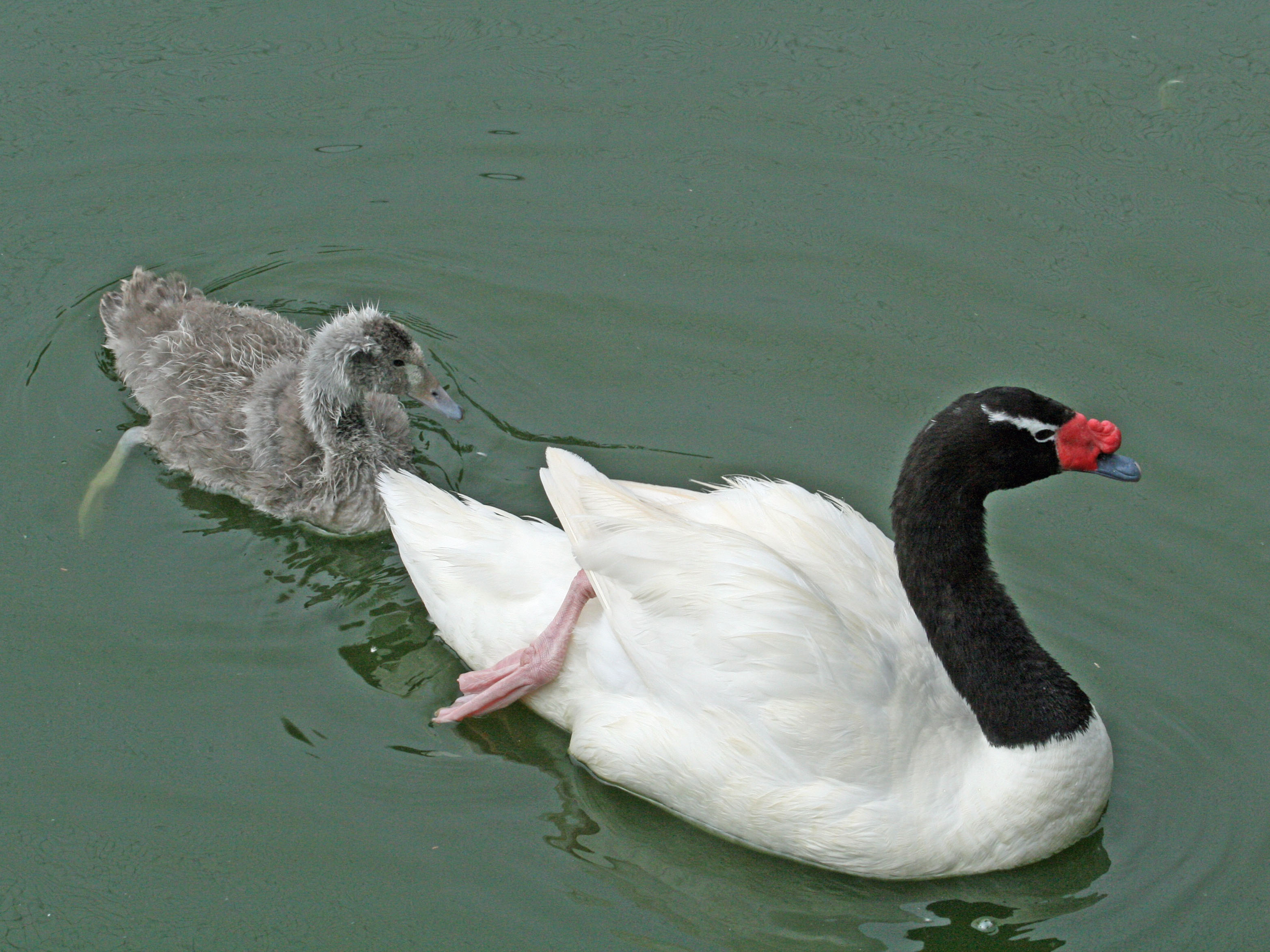
Un cisne con su polluelo en un parque de Carolina del Norte
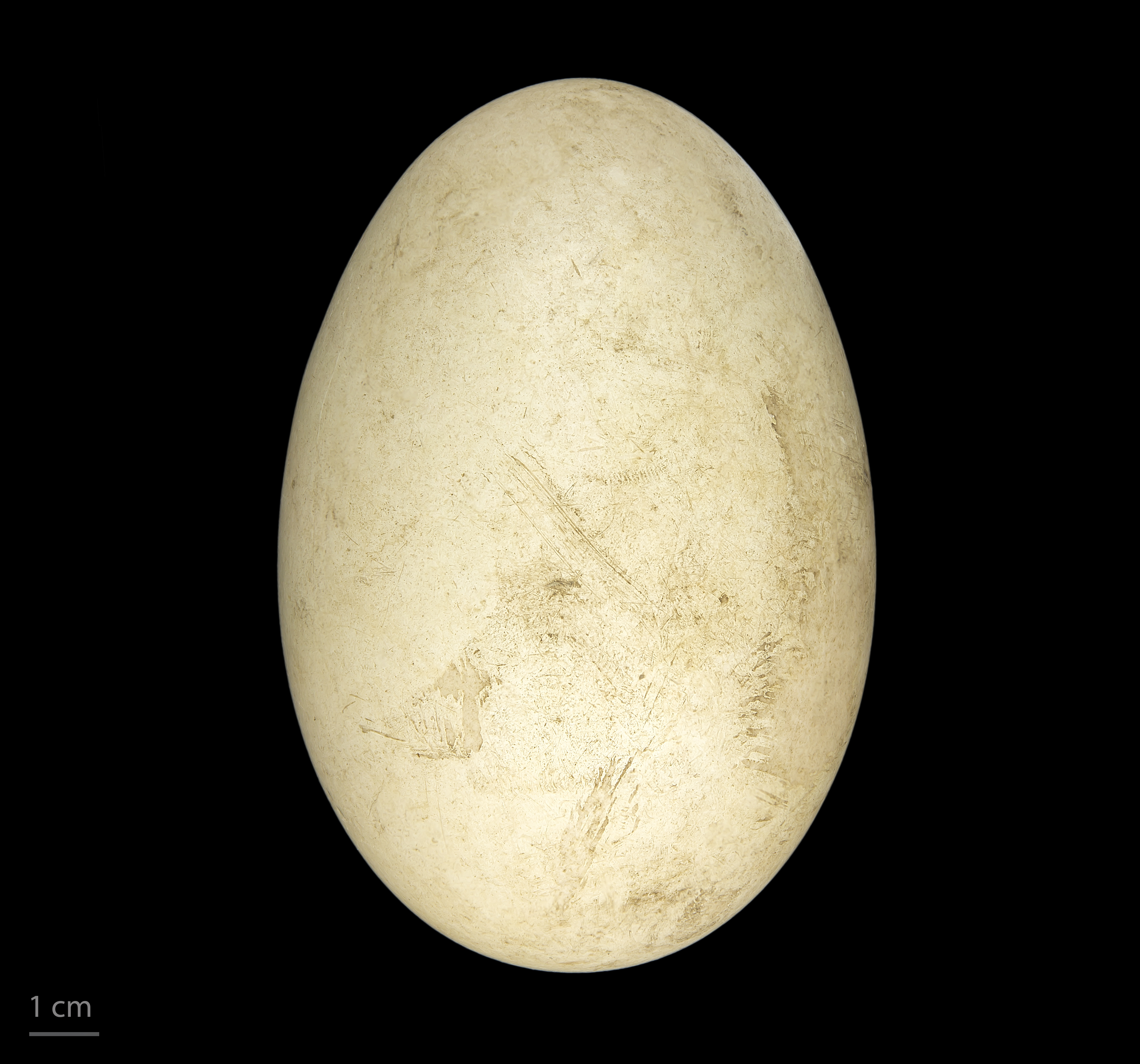
Cygnus melancoryphus (huevo) - MHNT
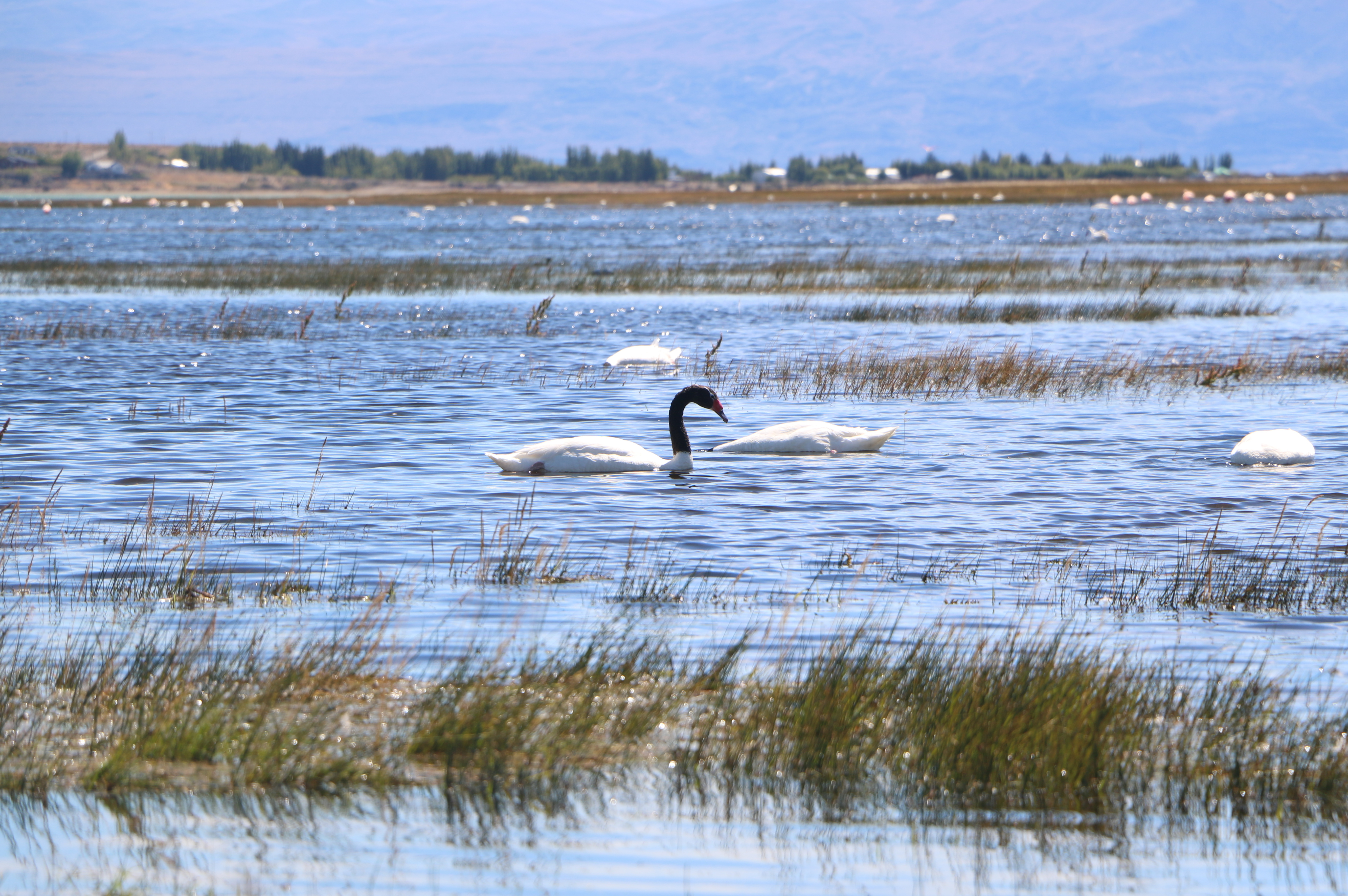
Cisnes de cuello negro en lago Argentino, Calafate